# Rudolf Schultz (Politiker)
Rudolf Paul Hermann Schultz, ab 1972 Schultz-Matthiesen, (* 12. September 1895 in Stettin; † 16. April 1982 in Schleswig) war ein deutscher Politiker (NSDAP).

## Leben und Wirken
Nach dem Besuch der Mittelschule wurde Schultz zum Uhrmacher und Kaufmann ausgebildet. 1913 übte er seinen Beruf zeitweise im Ausland aus. Im August 1914 trat Schultz anlässlich des Ausbruchs des Ersten Weltkriegs als Freiwilliger in das Feld-Artillerie-Regiment Nr. 38 ein. Im weiteren Verlauf des Krieges wurde er wegen Tapferkeit vor dem Feind zum Offiziersaspiranten und zum Leutnant der Reserve befördert sowie mit dem Eisernen Kreuz I. und II. Klasse ausgezeichnet.
1920 wurde Schultz als Kaufmann Mitinhaber einer Großhandlung in seiner Heimatstadt Stettin. Im weiteren Verlauf der 1920er Jahre trat Schultz in die NSDAP ein.
Nach der nationalsozialistischen „Machtergreifung“ wurde Schultz vom Provinziallandtag der Provinz Pommern in den Preußischen Staatsrat gewählt, der aber noch im ersten Jahr der NS-Herrschaft 1933 abgeschafft wurde. Dem Provinziallandtag selbst gehörte Schultz nicht an. Bei der Reichstagswahl am 12. November 1933 kandidierte er auf dem Listenplatz Nr. 572 des Wahlvorschlages für die NSDAP, zog aber zunächst nicht in den Reichstag ein. Erst im Juni 1934 trat er als Nachrücker für den verstorbenen Abgeordneten Hermann Voß als Abgeordneter in den nationalsozialistischen Reichstag ein, in dem er bis zum März 1936 den Wahlkreis 3 (Potsdam II) vertrat. Bei der Reichstagswahl 1936 kandidierte er erneut, erhielt aber kein Mandat mehr.
Nach dem Krieg lebte Schultz in Schleswig. 1972 änderte er seinen Namen in „Schulz-Matthiesen“. Er starb mit 86 Jahren in seinem Haus in Schleswig.